# Bernard van Orley

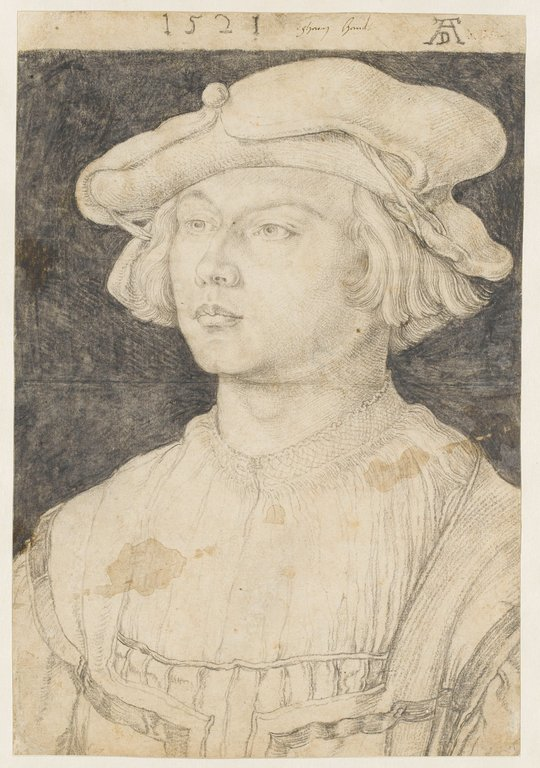
Vermutliches Porträt von Bernard van Orley von Albrecht Dürer, 1521

Bernard van Orley (* 1491 oder 1492 in Brüssel; † 6. Januar 1542 in Brüssel; mit Vornamen auch Barend oder Bernaert oder Bernart) war ein flämischer Maler.

## Leben
Bernard van Orley wurde 1491 oder 1492 in Brüssel geboren. Er hielt sich zwischen 1509 und 1515 in Italien auf, wo er sich besonders nach oder vielleicht auch bei Raffael ausbildete, und war dann seit 1515 wieder in Brüssel ansässig. Da er sich im Allgemeinen von der italienischen Kunst und im Besonderen derjenigen Raffaels inspirieren ließ, bezeichnete man van Orley auch als „Vater des Romanismus in der flämischen Bildwirkerei“. Er hat sein Handwerk wahrscheinlich gemeinsam mit seinem Bruder im Atelier des Vaters Valentin van Orley (ca. 1466–1532) in Brüssel erlernt. Dort ist Bernard ab 1515 nachweisbar.
Von 1520 bis 1527 war er, Jacopo de’ Barbari nachfolgend, Hofmaler der Statthalterin Margarete von Österreich und ab 1532 auch ihrer Nachfolgerin, der Maria von Kastilien. Er starb am 6. Januar 1542 in Brüssel.
Ursprünglich noch in der Art des Gerard David malend, veränderte er seinen Stil infolge der italienischen Reise, jedoch nicht zu seinem Vorteil, indem er sich die volle italienische Formenschönheit nicht aneignen und den flämischen Stil in Form und Kolorit nicht verleugnen konnte. In seiner mittleren Periode schließt er sich an Jan Mabuse an. Eine gewisse Feinheit der Empfindung ist ihm eigen.

## Werke (Auswahl)

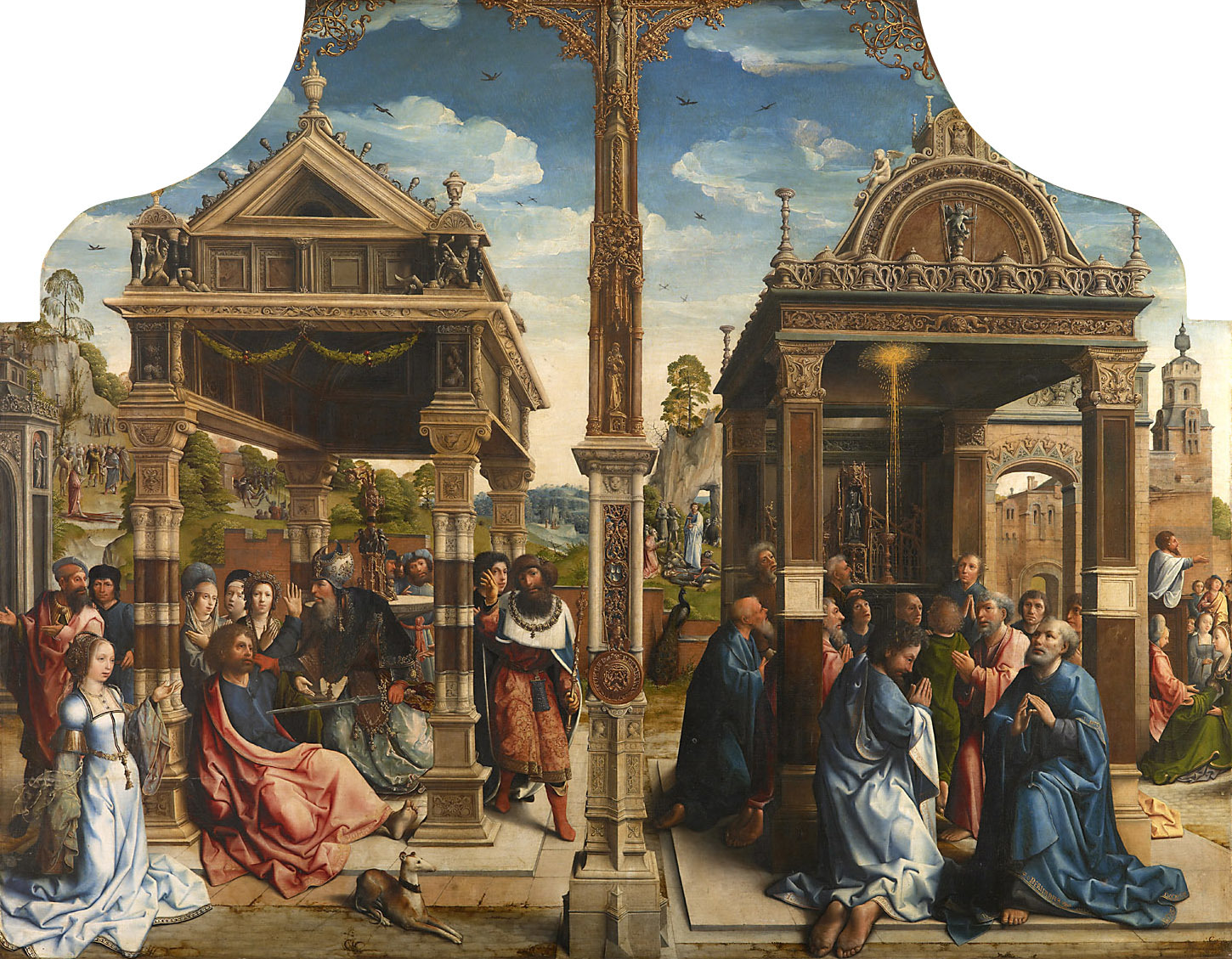
Szenen aus dem Leben der Apostel Thomas und Matthias

- Ein Altar mit Szenen aus dem Leben der Apostel Thomas und Matthias (Wien, Kunsthistorisches Museum Wien),
- ein Triptychon mit den Leiden Ijobs (Brüssel, Museum),
- Ruhe auf der Flucht (Liverpool, Royal Institution),
- Das Jüngste Gericht (Antwerpen, Elisabeth-Hospital)
- Venus und Amor (Berlin, Museum).
- Beschneidung Christi, zwischen 1525 und 1530, Holz, 112 × 73 cm.
- Hiobsaltar, linker Flügel außen: Der arme Lazarus vor der Tür des Reichen,
- Hiobsaltar, linker Flügel innen: Der Raub der Herden Hiobs durch die Sabäer.

Eine Verehrung der heiligen Dreifaltigkeit, die sich in der Lübecker Marienkirche befand und dort 1942 verbrannte, wurde zunächst van Orley, später jedoch Jacob van Utrecht zugeschrieben. Weiterhin galt er zunächst auch als Schöpfer der Malereien des von Jan Borman geschnitzten Altars in der Pfarrkirche St. Marien in Güstrow, die aber seit 1893 auch dem Meister des Güstrower Altars zugeordnet werden.
Bernard van Orley hat auch Entwürfe für Wandteppiche (Tapisserien) angefertigt, welche in Brüsseler Fabriken ausgeführt wurden. Er fertigte die Entwürfe für einige der populärsten Tapisserienserien, so etwa für die Gründungsgeschichte Roms (Madrid, Patrimonio Nacional), die Jagden Maximilians (jetzt im Louvre zu Paris), die sieben Episoden der Schlacht von Pavia (Neapel, Museo Nazionale di Capodimonte) und Szenen aus dem Buch Tobias (Wien, Kunsthistorisches Museum).
Van Orley nimmt entwicklungsgeschichtlich eine überaus bedeutende Position ein. Ihm ist es zu verdanken, dass der Stil der Renaissance im Bereich des flämischen Tappisserienentwurfs Verbreitung und Anerkennung fand. Van Orley verstand es, Tradition und Innovation miteinander zu verbinden. Den erzählerischen, bisweilen anekdotischen Aspekt sowie die dekorativen Details der niederländischen Kunst brachte er mit monumentalen Figuren in weitläufigen Landschaften oder Architekturen in Einklang.